# Frielištof
Frielištof (njemački: Fröllersdorf, češki: Jevišovka) je naselje u jugoistočnoj Češkoj. U ovom naselju žive Hrvati iz skupine moravskih Hrvata.

## Zemljopis
Frielištof se nalazi u jugoistočnoj Češkoj dio je okruga Břeclava i pokrajine Južne Moravske.

## Povijest
Prvi pisani spomen naselja je iz 1353. godine. Godine 1900. u Frielištofu živjelo je 1.160 stanovnika. Godine 1930. 74% (918) stanovništva bili su Hrvati,  1948. Hrvati su nasilno preseljeni po čitavoj Češkoj, ponajviše po Moravskoj duboko u unutrašnjost. Ista sudbina zadesila je i Nijemce koji su 1930. godine činili 17% stanovništva sela. Godine 1949. promijenjeno je njemačko i hrvatsko ime sela, samo godinu dana kasnije naselje je preimenovano u današnji naziv Jevišovka prema obližnjoj istoimenoj rijeci
5. prosinca 2008. godine u Frielištofu je otvoren Hrvatski dom (češ: Chorvatský dům)

## Poznate osobe
- Jozo Lavička, publicist i kulturni djelatnik[3]

## Vanjske poveznice
- Službene stranice grada  Arhivirana inačica izvorne stranice od 19. prosinca 2009. (Wayback Machine)